# Depeche Mode Greatest Hits
Greatest Hits és una publicació llançada exclusivament a l'Alemanya Oriental l'any 1987. Només estigué disponible en LP i casset.

## Llista de cançons
Cara 1
| Núm. | Títol                 | Durada |
| ---- | --------------------- | ------ |
| 1.   | «Shake the Disease»   | 4:45   |
| 2.   | «A Question of Lust»  | 4:24   |
| 3.   | «It's Called a Heart» | 3:45   |
| 4.   | «Blasphemous Rumours» | 5:06   |
| 5.   | «Everything Counts»   | 3:57   |
| 6.   | «People Are People»   | 3:43   |

Cara 2
| Núm. | Títol                   | Durada |
| ---- | ----------------------- | ------ |
| 1.   | «Master and Servant»    | 3:50   |
| 2.   | «Something To Do»       | 3:44   |
| 3.   | «Stripped»              | 4:13   |
| 4.   | «Here Is The House»     | 4:16   |
| 5.   | «It Doesn't Matter»     | 4:45   |
| 6.   | «It Doesn't Matter Two» | 2:49   |